# لورينزو في. تان
لورينزو في. تان هو مصرفي فلبيني، ولد في 10 أغسطس 1961 في مانيلا في الفلبين.